# Canton de la Rochelle-7
Le canton de la Rochelle-7 est une ancienne division administrative française de la ville de La Rochelle, située dans le département de la Charente-Maritime et la région Poitou-Charentes.

## Géographie
Ce canton était organisé autour de La Rochelle dans l'arrondissement de La Rochelle. Son altitude variait de 0 m (La Rochelle) à 28 m (La Rochelle) pour une altitude moyenne de 4 m.

## Histoire
| Période | Période | Identité             | Étiquette | Qualité |
| ------- | ------- | -------------------- | --------- | --- |
| 1985    | 2001    | Jacques Robert       | PS        | Contrôleur aux Télécom, adjoint au maire de La Rochelle (1971-1995) Ancien conseiller général du canton de La Rochelle-3 |
| 2001    | 2015    | Jean-Pierre Mandroux | PS        | Directeur d'un centre social Ancien adjoint au maire de La Rochelle                                                      |

## Composition
Le canton de la Rochelle-7 se composait d’une fraction de la commune de La Rochelle. Il compte 10 117 habitants (population municipale) au 1er janvier 2012.
| Nom                     | Code Insee | Intercommunalité  | Population (dernière pop. légale)               |
| ----------------------- | ---------- | ----------------- | ----------------------------------------------- |
| La Rochelle (chef-lieu) | 17300      | CA de La Rochelle | Fraction : 10 117(2012) Commune : 74 998 (2014) |

## Démographie
| 1990  | 1999  | 2006  | 2011   | 2012   |
| ----- | ----- | ----- | ------ | ------ |
| 9 223 | 9 843 | 9 706 | 10 178 | 10 117 |